# 102. Sinfonie (Haydn)
Die Sinfonie Nr. 102 in B-Dur (Hob. I:102) komponierte Joseph Haydn um die Jahreswende 1794/95. Das Werk gehört zu den berühmten Londoner Sinfonien und wurde am 2. Februar 1795 uraufgeführt.

## Allgemeines

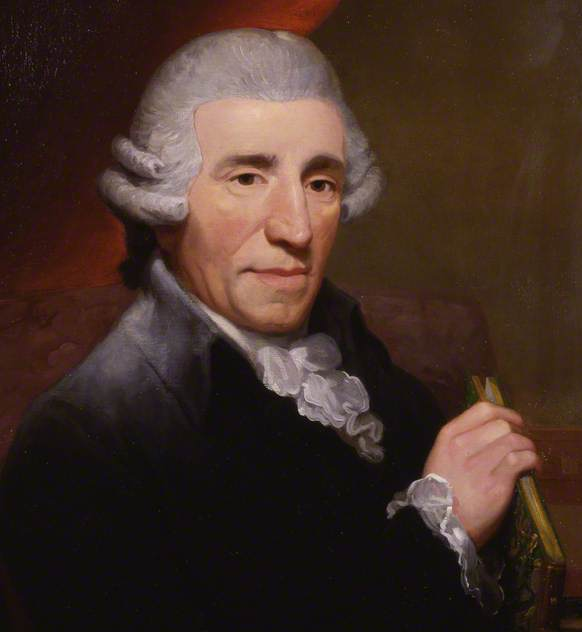
Franz Joseph Haydn (1732–1809)

Die Sinfonie Nr. 102 komponierte Haydn um die Jahreswende 1794/95 im Rahmen der zweiten Londoner Reise. Es war die erste Sinfonie für die Konzertreihe der „Opera Concerts'“. Die Uraufführung fand am 2. Februar 1795 im King’s Theatre in London statt. Hierzu berichtet der Morning Chronicle vom 3. Februar 1795:

„… die neue Ouvertüre, komponiert von dem unnachahmlichen HAYDN, in meisterhaftem Stil aufgeführt wurde, wie sie es ganz unbedingt verdiente. Sein Genius ist, wie wir vielfach die Gelegenheit hatten zu bemerken, unerschöpflich. In Bezug auf Harmonie, Modulationen, Melodie, Leidenschaft und Effekt ist er gänzlich unerreicht. Der letzte Satz wurde wiederholt: Und trotz einer Unterbrechung durch das plötzliche Herabfallen eines der Kronleuchter wurde er nicht mit weniger Effekt aufgeführt.“

Trotz des Zwischenfalls mit dem Kronleuchter gab es überraschenderweise keine (Schwer-)Verletzten im Publikum. Dieses „Wunder“ führte später zu dem Beinamen „Das Wunder“ (The Miracle) für eine Londoner Sinfonie, allerdings fälschlicherweise bei der Nr. 96 (siehe dort).
Die Sinfonie wurde vom Haydn-Forscher Howard Chandler Robbins Landon als die wohl „lauteste und aggresivste“ Sinfonie Haydns bezeichnet, womit auf die starke thematische, motivische und formale Konzentration v. a. im energiegeladenen Kopfsatz aufmerksam gemacht werden sollte. Für Donald Francis Tovey ist die Sinfonie Nr. 102 eines der drei besten Instrumentalstücke Haydns.
Wie auch bei den anderen Londoner Sinfonien, war das Werk kurz nach Erscheinen in zahlreichen Bearbeitungen für den Hausgebrauch (z. B. Streichquartett, Klavier) verbreitet. Haydn hat die Partitur nach den Londoner Aufführungen überarbeitet und zahlreiche Änderungen vorgenommen. Die zeitgenössischen Drucke wurden allerdings vor dieser Überarbeitung veranlasst, so dass sie die Werkgestalt der Londoner Uraufführung wiedergeben. Die heutigen Ausgaben, die in der Regel auch für Aufführungen genutzt werden, repräsentieren jedoch ausschließlich die überarbeitete Fassung. Die Lesarten vor Korrektur lassen sich dem Kritischen Bericht der Gesamtausgabe entnehmen.

## Zur Musik

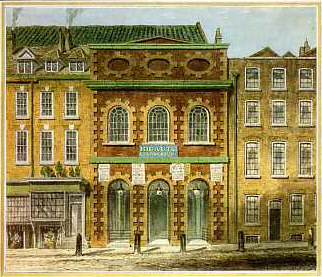
King’s Theatre am Haymarket

Besetzung: zwei Flöten, zwei Oboen, zwei Fagotte, zwei Hörner, zwei Trompeten, Pauken, zwei Violinen, Viola, Cello, Cello Solo, Kontrabass. Es ist dokumentarisch belegt, dass Haydn seine Sinfonien bei den Londoner Konzerten anfangs vom Cembalo und ab 1792 vom „Piano Forte“ aus leitete, wie es der damaligen Aufführungspraxis entsprach. Dies ist ein Indiz für den Gebrauch eines Tasteninstrumentes (also Cembalo oder Fortepiano) als Continuo in den „Londoner Sinfonien“. Das Fehlen der Klarinette könnte damit zusammenhängen, dass Haydn das Werk noch für das Orchester der (dann abgesagten) Konzertreihe von Johann Peter Salomon konzipiert hatte.
Aufführungszeit: ca. 25 Minuten.
Bei den hier benutzten Begriffen der Sonatensatzform ist zu berücksichtigen, dass dieses Schema in der ersten Hälfte des 19. Jahrhunderts entworfen wurde (siehe dort) und deshalb nur mit Einschränkungen auf die Sinfonie Nr. 102 übertragen werden kann. – Die hier vorgenommene Beschreibung und Gliederung der Sätze ist als Vorschlag zu verstehen. Je nach Standpunkt sind auch andere Abgrenzungen und Deutungen möglich.

### Erster Satz: Largo – Vivace
Largo: B-Dur, 2/2-Takt (alla breve), Takt 1–22
Haydn eröffnet die Sinfonie ungewöhnlicherweise mit einem ganztaktigen, an- und abschwellenden Unisono-B, das als Fermate zusätzlich betont wird. Ursprünglich hatte er hierfür nur Hörner, Trompeten, Pauken und Streicher vorgesehen. Zurück in Wien, kam Haydn diese Eröffnung aber offensichtlich zu gewagt vor; er fügte nachträglich auch die Holzbläser ein, wodurch der Klang etwas fülliger und wärmer wurde. Das Unisono-B wird in Takt 6 wiederholt. Dazwischen befindet sich eine viertaktige Phrase für Streicher (ohne Bass), in der die 1. Violine ein Motiv mit aufsteigender Quarte spielt, das im Verlauf der Einleitung und auch des folgenden Vivace mehrfach variiert auftritt. Ab Takt 7 wechselt die bisher auf die Tonika B-Dur bezogene Harmonik durch Einbezug von Chromatik. Die folgenden Takte werden vom Quart-Motiv beherrscht, wobei insbesondere die 1. Violine in Synkopen begleitet. Der schleppende Charakter und die düstere Klangfarbe weiten sich erst am Ende im aufsteigenden dominantischen F-Dur-Septakkords der Flöte. Lessing (1989) beschreibt das Largo, „das in seiner Art ebenso einzig darsteht in Haydns Schaffen“ wie das folgende Vivace, als „ein seltsam verschleiertes, von sanfter Melancholie erfülltes Stück, in dem Dur und Moll, Licht und Schatten ständig wechseln und das in seinem überreichen Gebrauch in dynamischen Vorschriften eine schon ganz romantisch anmutende Sensitivität spiegelt.“
Vivace: B-Dur, 2/2-Takt (alla breve), Takt 22–311
Nach dem Piano-Ausklang der Einleitung beginnt das Vivace überraschenderweise forte mit seinem periodisch aufgebauten, achttaktigenThema (Bausteine zu je zwei Takten), das gleich darauf piano in reduzierter Besetzung mit Soloflöte wiederholt wird. Das Thema ist von der Streicherphrase der Einleitung abgeleitet und zeichnet sich durch auftaktige Quarte, Achtelläufe und Tonrepetition mit Sekund-Vorhalt aus. Die Überleitung zum zweiten Thema (Takt 39 bis 80) greift sogleich durchführungsartig Material des ersten Themas auf (Quartmotiv mit Achtelläufen, Tonrepetition) und ist durch viele Akzente auf unbetonten Taktzeiten gekennzeichnet. In Takt 57 tritt ein neues, auftaktiges Motiv hinzu, das gleichzeitig im Bass und als Umkehrung in der 1. Violine gespielt wird („Umkehrungsmotiv“). Rasante Achtelläufe und Tremolo etablieren dann die Dominante F-Dur, die mit einer kurzen abschließenden Kadenz zu einer überraschenden Zäsur führt.
Das zweite Thema (Takt 81 ff.) hat eine ungewöhnliche Struktur: angekündigt vom durch Generalpausen eingerahmten, ganztaktigen Unisono auf a im Fortissimo folgt piano ein wiederum ganztaktiger Akkord (nicht mehr unisono) und eine rhythmische Streicherfloskel, die „offen“ auf A-Dur endet. Der Nachsatz des Themas ist entsprechend aufgebaut und führt „beantwortend“ vom signalartigen Unisono-D (nun auch mit den Blechbläsern) zurück nach F-Dur. Das Thema ist nicht nur in sich gegensätzlich, sondern kontrastiert auch durch das Fehlen der bisher fast stetig durchlaufenden, vorwärtstreibenden Achtelbewegung und somit durch seinen ruhigeren Charakter zum vorigen Abschnitt. Seine Struktur (ganztaktiges Unisono und viertaktige Streicherphrase) erinnert an den Beginn der Einleitung. Die anschließende Schlussgruppe (Takt 92 ff.) greift das Umkehrungsmotiv und Elemente des ersten Themas (Tonrepetition, Achtelketten) auf. Die Exposition wird wiederholt.
Die Durchführung beginnt mit dem ersten Teil des zweiten Themas, um dann von Es-Dur aus Elemente des ersten Themas zu verarbeiten. Auffällig sind dabei die Tonrepetitions-Achtelketten mit Sekund-Vorhalt im Bass. In Takt 132 ist mit der Streicherphrase des zweiten Themas As-Dur erreicht, die Phrase wird dann fortgesponnen und moduliert. Der Abschnitt von Takt 161 mit dem Umkehrungsmotiv ist dreistimmig gehalten. In C-Dur beginnt die Flöte in Takt 185 als Scheinreprise des ersten Themas, das dann jedoch abrupt mit energischen Tonrepetitions-Achtelketten im Fortissimo nach c-Moll wechselt. Über weitere Modulationen mit Elementen des ersten Themas, dem Umkehrungsmotiv und Akzenten im Bass kündigt sich mit einem Paukenwirbel schließlich die Reprise an. Die Durchführung gilt aufgrund ihrer Länge und Gehaltes als besonders bedeutsam.
Die Reprise (ab Takt 227) ist ähnlich der Exposition strukturiert, jedoch wird z. B. das erste Thema nicht wiederholt, das zweite Thema ist erweitert und die Schlussgruppe ist codaartig erweitert: Nach vollständigem Durchlauf des ersten Themas (Flöte, 1. Violine) folgen nach einer Generalpause die Tonrepetitions-Achtelketten im Bass über Elementen des ersten Themas und Akkordmelodik.

### Zweiter Satz: Adagio
F-Dur, 3/4-Takt, 60 Takte, Variationsform
Das Adagio basiert auf dem zweiten Satz (Fis-Dur) von Haydns Klaviertrio Hob. XV:26, das dieser seiner in England lebenden Schülerin und Verehrerin Rebecca Schröter gewidmet hatte. Der Satz fällt v. a. durch seine Klangfarbe auf, die neben einem breiten harmonischen Spektrum durch gedämpfte Trompeten und Pauken sowie viele Sept- und Nonakkorde zustande kommt. Bemerkenswert ist auch, wie aus einem kammermusikalischen ein sinfonischer Satz wird.
- Erster Abschnitt Takt 1–16: Vorstellung des Hauptthemas in den Streichern mit langgezogener, sanglicher Melodie und einigen Schnörkeln. Das Solo-Cello begleitet mit Triolen, die ab Takt 9 in einem Moll-Teil dominierend werden. Eine kleine Schlussgruppe mit Staccato-Triolen in der Dominante C-Dur beendet den Abschnitt.
- Zweiter Abschnitt Takt 17–32: keine Variation im engeren Sinn, sondern eine „ausgeschriebene und klanglich erweiterte Wiederholung“[11] mit gedämpften Trompeten und Pauken, wodurch sich der vorher kammermusikalische Charakter (nur Streicher) zur sinfonischen Dimension weitet.[11]
- Dritter Abschnitt Takt 33–44: erste Variation des Themas, beginnend in As-Dur. Dabei vollzieht Haydn eine Rückung nach d-Moll, um gleich darauf nach c-Moll zu wechseln. Haydn hat diesen „Ruck“ auch noch durch ein Crescendo und einen Akzent besonders hervorgehoben (Takt 36–40).[13]
- Vierter Abschnitt Takt 44–60: zweite Variation des Themas, Tonika F-Dur. Nach einer Staccato-Reihe im Fortissimo, die von Des-Dur zum F-Dur-Quartsextakkord herabsteigt (Trompete hier mit auffälliger Halber Note im Forte), klingt der Satz mit einer breiten Klangfläche in F-Dur pianissimo aus.

### Dritter Satz: Menuet. Allegro
B-Dur, 3/4-Takt, mit Trio 106 Takte
Der Satz vom Typ des großen symphonischen Menuetts ist mit dem Adagio durch die Ähnlichkeit im Themenbeginn verbunden, jedoch sind aus dem abtaktigen Beginn und dem zuvor galanten Habitus nun ein auftaktiger Beginn und ein der Volksmusik abgelauschter Duktus geworden. Entgegen dem erwarteten Taktgefühl wird der Auftakt bei der Wiederholung der Phrase durch einen Akzent betont, und auch die Erweiterung der zweifachen Tonrepetition des Hauptmotivs zum dreifachen Klopfen in Verbindung mit der wiederholten Betonung der dritten Taktzeit bewirken eine rhythmische Auflockerung.
Im Trio (B-Dur) spielen die parallel geführten Oboen und das Fagott eine sangliche Melodie, die ein Zitat der nickenden Statue aus Wolfgang Amadeus Mozarts Don Giovanni enthält, das auch schon in Haydns Sinfonie Nr. 51 auftauchte. Der Charakter des Trios erinnert mit seiner warmen Klangfarbe und der romantischen Schwermut an den des Adagio; die weitgeschwungenen Phrasen der Melodielinie umarmen einander, sodass ein – wieder einmal an Schubert gemahnender – Bogen über das ganze Trio gespannt wird.

### Vierter Satz: Finale. Presto
B-Dur, 2/4-Takt, 312 Takte
- Vorstellung des auftaktigen, tänzerischen Hauptthemas (Rondothema) mit mehreren unerwarteten harmonischen Wendungen (B-Dur, Es-Dur, F-Dur, d-Moll, A-Dur). Das Thema geht angeblich auf einen kroatischen Marsch[17] bzw. kroatischen Hochzeitsmarsch[20] zurück. Der Abschnitt besteht aus zwei wiederholten Teilen. Der zweite Teil beginnt mit einem vom Auftakt abgeleiteten „Galopp“-Motiv in den solistischen Holzbläsern und greift dann nochmals das Hauptthema mit Flöten und Fagott auf.
- Erstes Couplet oder erster durchführungsartiger Abschnitt (Takt 38–128), beginnend mit einem neuen, lebhaften Motiv (Motiv 1, B-Dur, fortissimo) mit großen Intervallsprüngen und betonten Akzenten auf der zweiten Zählzeit. Das Motiv wird nochmals in F-Dur vorgetragen, dann bricht die Musik jedoch mit Akkorden der Doppeldominante C-Dur ab (Takt 66). Nach einer Generalpause versuchen die Streicher mit dem Rondothema einen Neuanfang, der jedoch nicht über den Themenkopf hinauskommt und zu einem weiteren, chromatischen-kreisenden Motiv mit Staccato-Achtelketten (Motiv 2, Takt 78 ff.) in C-Dur führt, wiederum mit auffälligen Akzenten. Der weitere Verlauf ist v. a. durch fast absurde, kreisende Sechzehntelfiguren[21] geprägt, wobei nach einer Zäsur (Takt 109) auch kurz der Auftakt des Hauptthemas anklingt.
- Der folgende Auftritt des Hauptthemas (Takt 129–165, B-Dur) kann als Reprise gehört werden, die Flöten sind nun von Anfang an mit stimmführend beteiligt.
- Das zweite Couplet bzw. der zweite durchführungsartige Abschnitt (Takt 166 ff.) beginnt als dramatischer Schwenk nach b-Moll im Fortissimo, der dann aber im Auftaktmotiv des Hauptthemas auf A-Dur stecken bleibt und zu einem mehrstimmigen Abschnitt mit Elementen des Hauptthemas (Fugato) führt. Wiederum bleibt die Musik anschließend im Auftaktmotiv stecken. Auch ein Anlauf, das Hauptthema vollständig zu bringen, misslingt, als sich der Auftakt über chromatisch absteigenden, verminderten Akkorden der Holzbläser verliert (Takt 222–223). Dafür folgt nochmals das chromatisch-kreisende Motiv 2. Eine kadenzartige Akkordfolge (Dominante – Tonika) setzt den vorläufigen Schlusspunkt, doch der Satz ist noch nicht zu Ende.
- Die Coda führt den Versuch fort, das Hauptthema vollständig auftreten zu lassen, doch dieses zerfällt in seine Einzelteile, stattdessen kommt unerwartet noch ein „dramatischer“ Einschub ähnlich dem Beginn des zweiten Couplets. Erst das „lärmende“, 15-taktige Schlusstutti beendet den Satz[22] – jedoch mit dem Auftaktmotiv abwärts (statt vorher aufwärts). Haydn behandelt hier mit dem über 98-taktigen[11] Hinauszögern das Vorführen des Schließens als kompositorisches Problem[17].